# Premi BAFTA 1951
La cerimonia di premiazione della 4ª edizione dei Premi BAFTA si è tenuta nel 1951.

## Vincitori e candidati
I vincitori sono indicati in grassetto.

### Miglior film internazionale (Best Film from any Source)
- Eva contro Eva (All About Eve), regia di Joseph L. Mankiewicz (USA)
- La bellezza del diavolo (La beauté du diable), regia di René Clair (Francia)
- Un giorno a New York (On the Town), regia di Stanley Donen e Gene Kelly (USA)
- Giungla d'asfalto (The Asphal Jungle), regia di John Huston (USA)
- Nella polvere del profondo Sud (Intruder in the Dust), regia di Clarence Brown (USA)
- Il mio corpo ti appartiene (The Men), regia di Fred Zinnemann (USA)
- Orfeo (Orphée), regia di Jean Cocteau (Francia)

### Miglior film britannico (Best British Film)
- I giovani uccidono (The Blue Lamp), regia di Basil Dearden
- Campo 111 (The Wooden Horse), regia di Jack Lee
- Chance of a Lifetime, regia di Bernard Miles
- Minaccia atomica (Seven Days to Noon), regia di John e Roy Boulting
- Morning Departure, regia di Roy Ward Baker
- Segreto di stato (State Secret), regia di Sidney Gilliat

### Miglior documentario (Best Documentary Film)
- The Undefeated, regia di Paul Dickson
- Inland Waterways, regia di R. K. Neilson-Baxter
- L'isola delle foche (Seal Island), regia di James Algar
- Kon-Tiki, regia di Thor Heyerdahl
- La montagne est verte, regia di Jean Lehérissey
- Vaticano (The Vatican), regia di Hans Nieter e Giuliano Tomei
- La vie commence demain, regia di Nicole Védrès

### Premio UN (UN Award)
- Nella polvere del profondo Sud (Intruder in the Dust), regia di Clarence Brown (USA)
- Linciaggio (The Lawless), regia di Joseph Losey (USA)
- La montagne est verte, regia di Jean Lehérissey (Francia))

### Premio speciale (Special Award)
- This Modern Age: The True Fact of Japan
- Les charmes de l'existence, regia di Jean Grémillon e Pierre Kast (Francia)
- The Magic Canvas, regia di John Halas e Joy Batchelor
- Mediãval Castles
- Muscle Beach, regia di Irving Lerner e Joseph Strick (USA)
- Scrapbook for 1933
- Sound